# Fort Ord

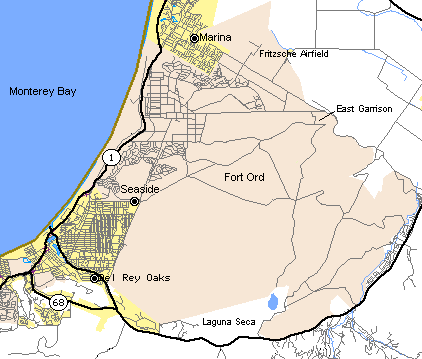
Mapa místa Fort Ord

Fort Ord byla základna armády USA na pláži Monterey v Kalifornii. Byla založena v r. 1917 jako výcvikový prostor a střelnice pro polní dělostřelectvo. Jako vojenská oblast byla uzavřena v září 1994. Fort Ord byla jednou z nejatraktivnějších základen armády USA z důvodu polohy v příjemném kalifornském podnebí, navíc přímo u pláží. Hlavními obyvateli oblasti byli dlouhé roky pouze vojáci 7. pěší divize. Poté, co bylo území předáno k civilním účelům, byla jeho část vyčleněna pro založení první chráněné přírodní rezervací v USA vytvořené pro ochranu hmyzu, konkrétně jednoho ohroženého druhu motýla.
Poté, co armáda opustila většinu objektů, řada z nich byla zbořena. V současnosti území využívají zejména Kalifornská státní univerzita v Monterey County, přírodní park Fort Ord Dunes, dále Centrum pro válečné veterány (Veterans Transition Center) a několik vojenských zařízení.
Prezident Barack Obama vyhlásil 20. dubna 2012 část území Fort Ord (5929 ha) za národní památku. Oblast navštíví ročně přes 100 000 návštěvníků, především za účelem turistiky a rekreace.